# Société Nautique de Genève
Die Société Nautique de Genève (SNG) in Genf ist der grösste Schweizer Yachtclub.
Die SNG wurde 1872 von reichen Genfer Bürgern und ausländischen Aristokraten, die den Sommer am Genfersee verbrachten, gegründet. Sie zählt heutzutage mehr als 3000 Mitglieder. Der Club unterstützt die verschiedenen Wassersportarten und fördert das Training der Sportler. Er bietet auch Kurse in Segeln, Rudern und Wasserski an. Die Sportaktivitäten sind in vier Sektionen aufgeteilt: Rudern, Segeln mit Kielboot, Segeln mit Jolle oder mit Mehrrumpfboot, Wassermotorsport und Wasserski.
Die SNG organisiert jedes Jahr mehrere Regatten, darunter den Bol d’Or und die Tour du Léman, eine 160 km lange Nonstop-Umrundung des Genfersees im Vierer-Ruderboot. Die Mitglieder des Yachtclubs haben wiederholt bei europäischen und internationalen Wettbewerben erste Plätze belegt. Der bekannteste Erfolg war 2003 und 2007 der Sieg des Alinghi-Teams von Ernesto Bertarelli im America’s Cup. Damit war die SNG von 2003 bis 2010 der «Defending Yacht Club» des America’s Cups.
Das Clubhaus und der Hafen der SNG liegen auf der Grenze der Gemeinden Genf und Cologny am Südufer des Genfersees. Der Hafen, «Port Noir» oder «Port de la Nautique» genannt, hat 625 Bootsliegeplätze.

## 33. America’s Cup 2010
Der spanische Segel-Club Nautico Español de Vela gab die erste Herausforderung an den Société Nautique de Genève als Segel-Club des Cup-Verteidigers (englisch Defender) Alinghi ab, wurde aber vor Gericht als «Challenger of Record» disqualifiziert, da er kein jährliches Rennen auf dem Meer veranstaltete und damit nicht den Bestimmungen der Stiftungsurkunde (Deed of Gift of the America’s Cup) des America’s Cups entsprach.
Der Golden Gate Yacht Club (Segelteam BMW Oracle Racing), wurde zum neuen «Challenger of Record» (Herausforderer) erklärt, der mit dem Verteidiger Alinghi die Regeln für die nächste Ausgabe bestimmen sollte.
Nach umfangreichen gerichtlichen Massnahmen wurde der Golden Gate Yacht Club (Segelteam BMW Oracle Racing) zum neuen «Challenger of Record» (Herausforderer) erklärt und segelte gegen die Société Nautique de Genève (Segelteam Alinghi) den 33. America’s Cup ab dem 8. Februar 2010 vor Valencia, Spanien.
Da sich beide Vereine nicht auf ein Regelwerk einigen konnten, galt die Stiftungsurkunde. Die bestimmte, dass maximal 90 Fuss lange Boote benutzt werden durften und der Cup nach dem Modus «Best of three» ausgetragen wurde.
Beide Teams traten mit 90-Fuss-Trimaranen (Dreirumpfboot) an. Die US-Yacht des Teams BMW Oracle Racing hatte ein starres Flügelsegel und bot einen entscheidenden Vorteil. USA 17 siegte gegen Alinghi 5 leicht in den ersten beiden Rennen und gewann somit den 33. America’s Cup.